# Ngụy lược
Ngụy lược (tiếng Trung: 魏略; nghĩa đen 'Lược sử nhà Ngụy') là một sử liệu Trung Quốc do Ngư Hoạn, một quan viên Tào Ngụy, viết trong khoảng thời gian từ 239 đến 265. Mặc dù không phải là một sử gia chính thức, Ngư Hoạn vẫn được các học giả Trung Quốc đánh giá cao. Một thông tin đáng chú ý được Ngư Hoạn ghi chép trong tài liệu của mình, là về những du khách và thương nhân La Mã (được người Trung Quốc gọi là Đại Tần) thời đó, cho rằng giới thượng lưu La Mã là hậu duệ của những người nhập cư từ giới quý tộc Trung Quốc cổ đại và giới thượng lưu Parthia là hậu duệ của các đế chế Bắc Ấn Độ cổ đại.

## Nội dung
Bản gốc Ngụy lược của Ngư Hoạn vốn đã bị thất lạc, nhưng chương về người Tây Nhung đã được Bùi Tùng Chi trích dẫn như một chú thích mở rộng cho tập 30 của Tam quốc chí, được xuất bản lần đầu tiên vào năm 429. Ngoài chương này, chỉ còn lại một số trích dẫn riêng lẻ trong các văn bản khác.
Ngư Hoạn không đề cập đến nguồn tài liệu của mình trong văn bản còn sót lại. Một số dữ liệu mới này có lẽ đã đến Trung Quốc thông qua các thương nhân từ Đế chế La Mã (Đại Tần). Thông tin liên lạc trên đất liền với phương Tây dường như vẫn tiếp tục tương đối không bị gián đoạn đối với Tào Ngụy sau khi nhà Đông Hán sụp đổ.
Ngư Hoạn dường như chưa bao giờ rời khỏi Trung Quốc, nhưng ông đã thu thập được một lượng lớn thông tin về các quốc gia ở phía tây Trung Quốc bao gồm Parthia, Ấn Độ và Đế chế La Mã, cũng như các con đường khác nhau để đi đến chúng. Một số thông tin này đã đến Trung Quốc trước thời của Ngư Hoạn, và cũng có thể được tìm thấy trong các phần liên quan đến 'Tây Vực' của Sử ký, Hán thư và Hậu Hán thư. Bất chấp sự lặp lại của thông tin trước đó (và đôi khi huyền ảo), Ngụy lược chứa khá nhiều tư liệu mới, độc đáo và nói chung là đáng tin cậy, chủ yếu từ cuối thế kỷ thứ II và đầu thế kỷ thứ III. Chính thông tin mới này đã làm cho Ngụy lược trở thành một nguồn lịch sử có giá trị. Hầu hết các thông tin mới dường như đến từ triều đại Đông Hán, trước khi Trung Quốc phần lớn bị cắt đứt khỏi phương Tây bởi các cuộc nội chiến và bất ổn dọc biên giới vào cuối thế kỷ thứ hai.
Ngụy lược mô tả các tuyến đường đến Đế chế La Mã và rất có thể một số hoặc tất cả thông tin mới về Đế chế La Mã và Parthia đến từ các thủy thủ nước ngoài. Một ghi chép như vậy mà có thể Ngư Hoạn đã có, được ghi chép chi tiết trong Lương thư, từ một thương gia La Mã, người đã đến Giao Chỉ, gần Hà Nội ngày nay vào năm 226, và được cử đến triều đình của hoàng đế Đông Ngô là Tôn Quyền, người đã yêu cầu ông ta tường trình về con người và quê hương của mình.
Ngư Hoạn cũng ghi chép một mô tả ngắn gọn về "Zesan", một nước chư hầu của Đế chế La Mã. John E.Hill đã xác định "Zesan" với Azania  ở bờ biển Đông Phi, nhưng điều này khó có thể xảy ra, vì nguồn sau này như Tân Đường thư cho biết "Zesan" nằm ở phía đông bắc của Đế chế La Mã, do đó có thể là Trebizond .
Ngụy lược đã đề cập đến một vương quốc tên là "Panyue" hoặc "Hanyuewang", nằm ở phía đông nam của Ấn Độ. Hill đã xác định nó với Pandya của Tamilakam và đưa ra bản dịch: Vương quốc Panyue (Pandya) còn được gọi là Hanyuewang. Nó cách vài nghìn dặm về phía đông nam của Tianzhu (Bắc Ấn Độ), và tiếp xúc với Yi Circuit [ở miền nam Vân Nam ngày nay]. Dân cư ít; họ có cùng chiều cao với người Trung Quốc. Thương nhân từ Shu (Tây Tứ Xuyên) đi xa đến đây. Con đường phía Nam, sau khi đạt được điểm cực tây nhất, quay về hướng đông nam cho đến khi đi đến điểm cuối.  Hill tin rằng cụm từ "與益部相近" (dữ Ích bộ tương cận) mang ý nghĩa "có liên hệ với Ích bộ". Tuy nhiên, nó có thể được hiểu theo nghĩa đen là "gần với Ích bộ", và ứng cử viên có khả năng cho "Panyue" là Pundravardhana ở Bengal.

## Bản dịch
Phần về Đại Tần (lãnh thổ La Mã) từ Ngụy lược đã được Friedrich Hirth dịch sang tiếng Anh trong tập sách tiên phong năm 1885 của ông, Trung Quốc và Đông La Mã. Hirth tuyển tập các bản nguyên văn và bản dịch của một loạt các tài liệu chữ Hán khác nhau có ghi chép về Đại Tần, làm cho nó trở thành một tài liệu tham khảo thiết yếu cho đến tận ngày nay. Năm 1905, Édouard Chavannes dịch phần còn lại của Ngụy lược sang tiếng Pháp với tiêu đề "Les Pays d'occident d'après le Wei lio". Bản dịch của Chavannes được kèm theo nhiều ghi chú, trong đó ông đã làm rõ nhiều điều chưa rõ ràng và xác định một cách thuyết phục nhiều quốc gia và thị trấn được đề cập trong Ngụy lược, đặc biệt là dọc theo các phần phía đông của các tuyến đường thương mại trên bộ.